# Katagory V
Katagory V ist eine US-amerikanische Power- und Progressive-Metal-Band aus Salt Lake City, Utah, die im Jahr 1999 gegründet wurde.

## Geschichte
Die Band wurde Anfang 1999 von Bassist Dustin Mitchell und Gitarrist Curtis Morrell gegründet. Kurze Zeit später kamen Schlagzeuger Matt Suiter und Gitarrist Ryan Taylor zur Besetzung. Zusammen arbeiteten die Mitglieder an neuen Liedern, wobei auch altes Material aus ehemaligen Bands der Mitglieder verarbeitet wurde. Gegen Ende des Jahres kam Sänger Lynn Allers zur Band und vervollständigte so die Besetzung. Von Ende 2000 bis Anfang 2001 nahm die Band ihr Debütalbum in den Streamline Studios unter der Leitung von Curtis Morrell auf. Anfang 2001 veröffentlichte die Band die EP Present Day, die fünf Lieder umfasste. Dadurch erreichte die Band einen Vertrag mit Nightmare Records, sodass Present Day als Album veröffentlicht wurde, die neben den fünf bereits bekannten Liedern, fünf weitere enthielt.
Im Jahr 2002 arbeitete die Band an neuen Liedern. Währenddessen verließ Gitarrist Ryan Taylor die Band, sodass die Band nur noch vierköpfig war. Die Aufnahmen fanden vom Herbst 2002 bis Anfang 2003 statt, wobei Morrell sämtliche Gitarrenspuren einspielte. Im Januar 2003, als die Aufnahmen fast beendet waren, kam Trevor Asire als zweiter Gitarrist zur Band. Im Frühling beendete die Band die Aufnahmen und unterschrieb einen Vertrag bei Metal Ages Records, während sie Konzerte zusammen mit Meliah Rage und Nasty Savage abhielten. Zudem spielte die Band auch auf dem ProgPower USA. Obwohl die Arbeiten zum zweiten Album bereits seit Juli 2003 beendet waren, erschien es erst im Januar 2004 unter dem Namen A New Breed of Rebellion. Im Dezember hatte sich die Band zuvor von Trevor Asire wieder getrennt. Nach der Veröffentlichung des Albums kam Marc Hanson als neuer Gitarrist zur Band. Den Rest des Jahres 2004 verbrachte die Gruppen mit Live-Auftritten und dem Schreiben von neuen Liedern. Von Ende des Jahres bis Anfang 2005 begab sich die Band mit Produzent Mike Fowkes ins Studio, um das Album The Rising Anger aufzunehmen. Die Arbeiten wurden im Sommer beendet. Nachdem das Album fertiggestellt wurde, spielte die Band verschiedene Konzerte, so auch auf dem Monsters of Metal zusammen mit Bands wie Helstar und Agent Steel, wobei Leatherwolf-Gitarrist Geoff Gayer zusammen mit der Band spielte.
Im Jahr 2006 unterschrieb die Band einen Vertrag bei Nightmare Records und veröffentlichte das nächste Album The Rising Anger am 25. April. Nach der Veröffentlichung begannen bereits die Arbeiten zum nächsten Album. Die Band spielte dann ein Konzert in Las Vegas mit Leatherwolf, ehe sie sich ins Studio begab, um Anfang 2007 das Album Hymns of Dissension aufzunehmen. Nachdem die Aufnahmen im Frühling beendet wurden, folgten Auftritte zusammen mit Bands wie Vicious Rumors und Agent Steel. The Rising Anger wurde über Nightmare Records veröffentlicht bzw. in Europa bei Burning Star Records. Im Januar 2008 verließen Sänger Lynn Allers und Gitarrist Marc Hanson die Band. Im Juni kam Al Rybka als neuer Sänger zur Besetzung. Zudem spielte die Band Konzerte zusammen mit Lydian Sea und Mindwarp Chamber. Kurz nach diesen Auftritten verließ Schlagzeuger Matt Suiter die Band im Oktober. Während die Band nach einem Ersatz für Suiter suchte, begannen die Arbeiten zum nächsten Album. Im Januar 2009 gab Bassist Dustin Mitchell bekannt, dass beide Gitarristen Curtis Morrell und Mike Thirot, der erst kurz vorher der Band beigetreten war, die Band verlassen hatten. Das neue Album war bereits fast fertig, jedoch hatte Morrell die Hälfte der Lieder mit sich genommen, sodass das Album vorerst nicht fertiggestellt werden konnte. Als neuer Schlagzeuger kam Matt „Bizzaro“ Lefevre zur Band. Die Aufnahmen zum neuen Album fanden in Mitchells Kellerstudio statt. Im Mai 2009 wurde die neue Besetzung der Band bekanntgegeben. Neben Bassist Mitchell bestand die Band nun aus Sänger Al Rybka, Schlagzeuger Lefevre und den Gitarristen Darrin Goodman und Kris Krompel. Im Sommer 2009 nahm die Band einige Demos für das neue Album auf. Im Dezember verließ Darrin Goodman die Band und wurde durch Marc Hanson ersetzt, welcher zur Band zurückkehrte. Im Januar 2010 hielt die Band einige Konzerte ab und gab bekannt, dass das neue Album Resurrect the Insurgence heißen solle. Die Aufnahmen hierzu begannen im April 2010.

## Stil
Die Band spielt progressiven Power Metal und kann mit Bands wie Fates Warning und Psychotic Waltz verglichen werden kann.

## Diskografie
- 2001: Present Day (EP, Eigenveröffentlichung)
- 2001: Present Day (Album, Nightmare Records)
- 2004: A New Breed of Rebellion (Album, Metal Ages Records)
- 2006: The Rising Anger (Album, Nightmare Records, Burning Star Records (Europa))
- 2007: Hymns of Dissension (Album, Nightmare Records)